# Imamát Omán
Imamát Omán byl státní útvar na Arabském poloostrově, zhruba na území dnešního Sultanátu Omán od 7. století do roku 1959.

## Historie

### Středověk
Imamát Omán vznikl již v době islámské expanze v 7. století (a jako stát zřejmě v roce 751). Imám měl zpravidla pod kontrolou vnitrozemí okolo hlavního města Nazvá, a to i v období, kdy bylo pobřeží ovládáno cizími mocnostmi, např. Umajjovci nebo Seldžuky. Imamát téměř po celou existenci značně charakterizoval izolacionismus. Za vrcholné období se považuje 9. století.

### Maskat a Omán
Maskat a Omán byl stát zahrnující jednak vnitrozemí ovládané imámem a jednak pobřežní regiony s centrem v Maskatu, jemuž vládl sultán. Mezi oběma státy vládlo napětí, kmeny loajální imámovi někdy útočili na sultánova teritoria. Na konci 19. století se imamát více než přiblížil dobytí sultanátu, a to v letech 1868 až 1871, kdy imám Azzan bin Kais Maskat dobyl, a také v roce 1895, kdy kmeny věrné imámovi Salihovi bin Alimu kontrolovaly většinu Maskatu, přičemž sultán Fajsal bin Turki se uchýlil do pevnosti Jalali (Džalali). Sultána nemile překvapila nečinnost Britů, kteří nechtěli zasahovat v Ománu pakliže nemuseli. Kmenoví vůdci loajální sultanátu se střetli se sílou imáma, situace však byla vyrovnaná a nakonec se urovnala dohodou. Rebelové se v březnu 1895 stáhli zpět a sultán se zavázal platit tribut. Britové se museli angažovat, aby si zde udrželi svůj vliv, což se později projevilo podpisem Síbské smlouvy mezi imámem a sultánem v roce 1920, která imamátu zaručila autonomii.
Následující roky se nesly ve znamení relativního klidu. Když se ovšem kmenoví šejkové sešli v květnu roku 1913, shodně považovali Fajsalovu servilnost Evropanům za slabost, kterou je třeba vymýtit. Poté, co vyhlásili džihád se přesunuli do města Nazvá – historicky to sídlo imáma – a obsadili jej. Přesto se zpočátku vyhýbali přímému útoku na Maskat, aby nevyprovokovali Brity, kteří by v takové situaci zasáhli. V lednu roku 1915 se však odhodlali a s dvojím vojskem se vydali směrem k hlavnímu městu, než byli odraženi Brity.

### Po Síbské dohodě

Ománská vlajka 1954–1959

Síbská dohoda znamenala pro imamát autonomii a tak nadešly klidné roky vzájemného respektu. Změna nastala se smrtí imáma Mohameda al-Chaliliho a nástupem imáma Ghaliba bin Alího, jenž byl pod vlivem svého bratra Talib bin Ali. V této době pokračovaly průzkumné geologické vrty především evropských společností, které hledaly ropná ložiska už od roku 1925.
V roce 1954 se dostaly do konfliktu imamát s kmenem Duru u dnešního ropného ložiska Fahúd poblíž města Ibri, města, které si nárokoval jak imám, tak sultán.
V září 1955 sultanát obsadil město Ibri a vyhnal Talibova vojska, v říjnu tohoto roku obsadila vojska sultána Saída Rustak a v prosinci město Nazvá.
Imám Ghalib bin Alí zajistil podporu od Egypta prezidenta Gamála Násira a především wahhábistické Saúdské Arábie trvající do 60. let 20. století a zaměstnával sultána Saída bin Tajmúra stejně jako nacionalističtí a marxističtí povstalci v Dafáru (na jihu Ománu). Podporu od SSSR, Číny nebo Jižního Jemenu ovšem odmítal.
Výrazný střet sil imáma a sultána Saída bin Tajmúra (se značnou britskou podporou) nadešel roku 1957, sultán získal centrum imamátu – město Nazvá – a nakonec takřka celé vnitrozemí, postupně však ztrácel zájem o vládu.
Imám opustil zemi a odešel do exilu, byť část věrných imamátu vedla povstání do roku 1959.

### Po zániku imamátu
Imám Ghalib bin Alí a jeho věrní zůstali v exilu, zatímco Kábús bin Saíd převzal titul a pozici sultána namísto svého otce Saída bin Tajmúra poté co s britskou pomocí porazil rebely v Dafáru. Imám se snažil otázku imamátu přednést na půdě OSN, ale nikdy nedošlo k nějaké rezolutní akci.

## Seznam imámů od roku 1856
- Thuvajni bin Saíd (1856-1866)
- Salim bin Thuwaini (1866-1868)
- Azzan bin Kais (1868-1870)
- Salim bin Rašíd al-Charusi (1913-1920)
- Mohamed al-Chalili (1920-1954)
- Ghalib bin Alí (1954-1970)